# Ubisoft Montpellier
A Ubisoft Montpellier egy Montpellier-i székhelyű videójáték-fejlesztő cég, a Ubisoft leányvállalata. A cég elsősorban a Rayman és a Beyond Good & Evil sorozatai révén ismert.

## Videójátékaik
| Cím                                                       | Év   | Platform                                                                                          |
| --------------------------------------------------------- | ---- | ------------------------------------------------------------------------------------------------- |
| Rayman                                                    | 1995 | PlayStation, Atari Jaguar, Microsoft Windows, Sega Saturn                                         |
| Rayman 2: The Great Escape                                | 1999 | Nintendo 64, Microsoft Windows, Dreamcast, PlayStation, PlayStation 2                             |
| Rayman Arena                                              | 2001 | PlayStation 2, Microsoft Windows, Nintendo GameCube, Xbox                                         |
| Rayman 3: Hoodlum Havoc                                   | 2003 | PlayStation 2, Microsoft Windows, Mac OS X, Xbox, N-Gage, Game Boy Advance                        |
| Beyond Good & Evil                                        | 2003 | PlayStation 2, Microsoft Windows, Xbox, Nintendo GameCube                                         |
| Peter Jackson’s King Kong: The Official Game of the Movie | 2005 | PlayStation 2, Xbox, Nintendo GameCube, Microsoft Windows, Xbox 360, PlayStation Portable         |
| Rayman Raving Rabbids                                     | 2006 | Game Boy Advance, Wii, PlayStation 2, Microsoft Windows, Nintendo DS, Xbox 360                    |
| Rabbids Go Home                                           | 2009 | Wii, Nintendo DS, Microsoft Windows                                                               |
| From Dust                                                 | 2011 | Microsoft Windows, Xbox Live Arcade, PlayStation Network, Google Chrome                           |
| The Adventures of Tintin: The Secret of the Unicorn       | 2011 | Microsoft Windows, iOS, Android, Nintendo 3DS, PlayStation 3, PlayStation Portable, Wii, Xbox 360 |
| Rayman Origins                                            | 2011 | PlayStation 3, Wii, Xbox 360, PlayStation Vita, Microsoft Windows, Nintendo 3DS                   |
| ZombiU                                                    | 2012 | Wii U                                                                                             |
| Rayman Legends                                            | 2013 | Wii U, Xbox 360, PlayStation 3, Microsoft Windows, PlayStation Vita                               |
| Valiant Hearts: The Great War                             | 2014 | PlayStation 3, PlayStation 4, Microsoft Windows, Xbox 360, Xbox One                               |
| Beyond Good & Evil 2                                      | TBA  | TBA                                                                                               |